# Ham Castle

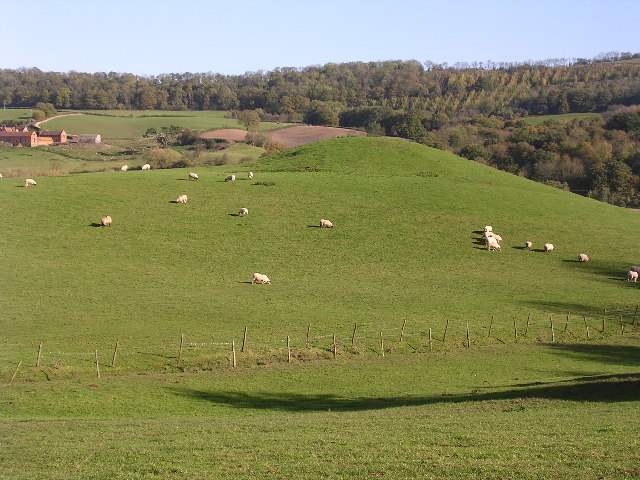
Mound von Ham Castle 2005

Ham Castle (auch Home Castle’oder Homme Castle) ist eine Burgruine am Fuß einer bewaldeten Böschung in der Nähe des River Teme, etwa 1,6 km östlich des Dorfes Clifton-upon-Teme in der englischen Grafschaft Worcestershire.
Es handelte sich um eine mittelalterliche Motte. Ein Hort mittelalterlichen Goldes und Silbers wurde im 17. Jahrhundert auf diesem Gelände gefunden. Heute ist nur noch der Mound erhalten.

## Archäologie
Das Grabungsfeld, in dem die Erdwerke die Überreste der mittelalterlichen Burg bedecken, liegt am Hang von Nord nach Süd. Der Mound ist oval und Nordwest-Südost-orientiert. Er ist etwa 56 Meter lang und an seiner breitesten Stelle etwa 40 Meter breit. Sein Kern ist möglicherweise ein Felsvorsprung. Den Mound umgibt eine 1 Meter hohe Plattform. Wegen der beträchtlichen Hanglage des Grabungsfeldes variiert die Höhe des Mounds im Verhältnis zu seiner unmittelbaren Umgebung von Seite zu Seite. An der Nordseite befindet sich der Gipfel des Mounds etwa 2 Meter über der umgebenden Vorburg, während es auf der Südseite zwischen 4,2 Meter und 5,2 Meter sind. Der Gipfel des Mounds ist eben, mit Gras und Unkraut bedeckt und ohne sichtbare Fundamente. Zu den Zeiten der Vermessungen (1974 und 1986) gab es Feuer auf der Nord- und der Südwestseite des Gipfels des Mounds und in diesem Abschnitt waren Steine sichtbar.
Die Vorburg auf der Südwestseite liegt auf einem steilen Eindämmung (und ist daher vermutlich nicht sehr ausgedehnt). Die Vorburg im Nordosten steigt steil an, während die im Nordwesten flacher ist, aber das Durchpflügen des Geländes hat über die Jahre sichtbare Spuren der äußeren Kurtine und jegliche Strukturen in der Vorburg zerstört. Spuren eines doppelten Grabens, der von einer Quelle und dem River Teme gespeist wurde, sind sichtbar und könnten sich um die Burg herum erstreckt haben.

## Geschichte
Die Ham Castle Farm nordöstlich des Dorfes, in der Nähe des Rivers Teme, befindet sich auf dem Gelände des alten Ham Castle, das in seiner strategisch günstigen Lage einst eine bedeutende Festung gewesen sein muss.
Geschichtlich weiß man nur wenig über die Burg, die 1207 zum ersten Mal urkundlich erwähnt wurde. Sie gehörte offensichtlich den Lehensleuten der Grundherrschaft von Ham, aber scheint einem von ihnen aus einem nicht bekannten Grund vom König aberkannt und zusammen mit den vielen anderen Ländereien des Lehensmannes von König Johann Ohneland an Thomas de Galweya verlehnt worden zu sein. Thomas de Galweya wurde 1207 befohlen, die Burg an William de Cauntelow herauszugeben, der sie für den König halten sollte.
Eine andere Quelle über die Burg wurde nicht gefunden. Sie wurde offenbar zusammen mit der Grundherrschaft vererbt, aber 1275 und etwa 100 Jahre später wird die Wohnstatt in Ham als großes Anwesen angegeben. Eine Festung irgendeiner Art scheint aber überlebt zu haben.
Der Rest der Geschichte des Anwesens mag sich auf das Gelände, auf dem heute die Ham Castle Farm steht, und dessen Umgebung beziehen. Einige dieser Gebäude sind als historische Bauwerke II. Grades gelistet. Das Gelände liegt etwa 200 Meter von den heutigen Erdwerken an der Stelle der mittelalterlichen Burg entfernt.
Das Haus brannte 1605 teilweise nieder und wurde dann im englischen Bürgerkrieg stark beschädigt. Es heißt, es wurde von parlamentaristischen Truppen belagert und stark beschädigt; die Kanonenkugeln wurden lange dort aufgehoben. Eine Kanonenkugel, die am Ufer gegenüber Ham Castle ausgegraben wurde, war 1924 in Besitz des Vikars von Clifton.
Das Tagebuch von Mistress Joyce Jeffreys, die dort vor parlamentaristischen Kräften Zuflucht suchte, enthält viele Einträge über Gebühren, die für das Vergraben und Ausgraben von großen Koffern zu zahlen waren, je nachdem, wie sich der Feind bewegte. Dies scheint bei einer Gelegenheit dazu geführt zu haben, dass William Jeffreys, der damalige Eigner von Ham Castle, eine Kiste mit “Gold und Silber und anderen Sorten von Metallen” entdeckte, die nach einem früheren Alarm vergraben und lange Zeit vergessen worden war. Das Gewölbe, in dem die Kiste gefunden wurde, befand sich mitten in „einem alten Fort, das in der Art eines Halbmondes gebaut worden war“.
Aus demselben Tagebuch ist zu erkennen, dass General Gilbert Gerrard, Gouverneur von Worcester, am 12. Juli 1645 zum Ham Castle kam und am nächsten Tag wieder fortritt.
Habington beschreibt Ham Castle als „jetzt in Ruinen“. Das Haus aus dem 17. Jahrhundert, das anstelle der Burg errichtet worden war, brannte 1887 bis auf die Grundmauern ab. Die Jahreszahlen 1677 und 1680 mit dem Wappen der Jeffreys auf den Trichterköpfen der Regenwasserrohre am großen, halb aus Holz gebauten Herrenhaus von Ham Castle, das damals dem Brand zum Opfer fiel, zeigten, dass der Wiederaufbau in diesen Jahren von Henry Jeffreys beauftragt worden war. Obwohl an dem alten Haus vieles aus- und umgebaut worden war, bevor es endgültig verschwand, zeigte es doch Spuren der alten Größe in seinem massiven Treppenhaus, den Bücherregalen aus Eichenholz in der alten Bibliothek unter dem Dach und seinen wundervollen Gartenterrassen. Am 1. März 1680 zahlte Henry Jeffreys 15 Shillings Herdsteuer für 15 Herde in seinem Haus bei Ham Castle. Die Ruinen von Ham Castle wurden in einem Pachtvertrag von 1759 erwähnt und die Burg ist auch in Transportpapieren der Grundherrschaft von 1805 und 1810 erwähnt.